# 알렉산더 (칵테일)

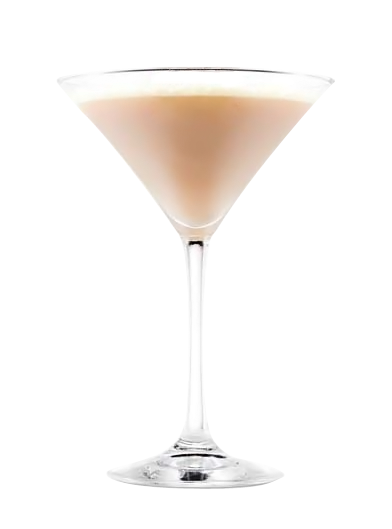

알렉산더(Alexander)는 진이나 브랜디, 코코아 리큐어(크렘 드 카카오), 크림으로 구성된 칵테일이다. 변형인 브랜디 알렉산더는 진 대신 코냑을 사용한다.

## 역사
빈티지 및 생산, 와인, 주류의 관리 및 취급에 관한 잭의 매뉴얼에 따르면 20세기 초에는 '알렉산더'라는 이름으로 알려졌으나 그럼에도 불구하고 서로 다른 음료인 음료가 적어도 두 가지 있다. 제이콥 아브라함 그로후스코(Jacob Abraham Grohusko)가 쓴 '알렉산더 칵테일'은 호밀 위스키 3부분, 베네딕틴 1부분, 얼음 조각과 오렌지 껍질을 섞은 것으로 묘사된다. 휴고 엔슬린(Hugo Ensslin)의 혼합 음료 레시피(Recipes for Mixed Drinks, 1915)에서는 같은 이름의 음료를 진, 화이트 크렘 드 카카오, 달콤한 크림을 같은 양으로 넣고 얼음과 함께 흔들어 체에 걸러낸다.
알렉산더는 원래 진으로 만들어졌지만 현대 버전은 대개 브랜디를 사용하여 브랜디 알렉산더라고 불린다. 국제 바텐더 협회는 알렉산더에 브랜디를 첨가할 것을 요구한다.